# Cantiere Navale Vittoria
Cantiere Navale Vittoria S.p.A. ist ein italienisches Schiffbauunternehmen mit Sitz in Adria (Venetien). Die 1927 gegründete Aktiengesellschaft befindet sich seit drei Generationen im Besitz der Familie Duò.
Die Werft befindet sich an der Via Leonardo da Vinci in Adria, etliche Kilometer vom Adriatischen Meer entfernt, mit dem die rund 22.000 Quadratmeter großen Produktionseinrichtungen über Kanäle und den Fluss Po verbunden sind. Seit 1927 wurden auf der Vittoria-Werft über 800 Boote und Schiffe gebaut. Der Schwerpunkt der Produktion liegt auf Patrouillenbooten für Sicherheitsbehörden, Lotsenboote, Schlepper, Versorgungsboote und Fahrgastboote sowie vergleichbare kleinere Einheiten.
Im Jahr 2020 wurde für den neuen Unternehmensbereich Vittoria Yachts eine weitere Werft in Monfalcone eröffnet.